# سوبا دوبا ديفا
سوبا دوبا ديفا هو ألبوم الترسيم المصغر لفرقة الفتيات الكورية الجنوبية دال شابيت و الذي صدر في 4 يناير 2011. أغنية سوبا دوبا ديفا كانت أيضاً الأغنية الرئيسية في الألبوم.، بدأ الترويج في تاريخ 6 يناير في برنامج إمكاونت داون.

## الأداء في المخططات

### المبيعات و الحقوق
| المخطط 2011       | المبيعات |  |
| ----------------- | -------- |  |
| مخطط قاون فيزيكال | 2,300+   |  |